# 英国赛马管理局
英国赛马管理局（英語：British Horseracing Authority，简称BHA），是英国赛馬的监管机构，在英国赛马委员会（英文：the British Horseracing Board (BHB)）和赛马管理机构（the Horseracing Regulatory Authority (HRA)）合併之後於2007年7月31日成立。現任主席為安娜瑪麗·菲爾普斯。

## 外部連結
- Careers In Racing （页面存档备份，存于）
- Retraining of Racehorses （页面存档备份，存于）
- Race Day For Schools （页面存档备份，存于）
- Love The Races
- Racing For Change
- Weatherbys （页面存档备份，存于）
- The Northern Racing College （页面存档备份，存于）
- The National Stud
- The British Racing School